# Siddharth Pardeshi
Siddharth Bajrang Pardeshi (29 giugno 1997) è un tuffatore indiano.

## Biografia
Ai campionati mondiali di nuoto di Gwangju 2019 è giunto trentatreesimo nel concorso della piattaforma 10 metri.

## Palmarès
| Anno | Manifestazione           | Sede                 | Evento           | Risultato | Prestazione | Note  |
| ---- | ------------------------ | -------------------- | ---------------- | --------- | ----------- | ----- |
| 2014 | Giochi del Commonwealth  | Glasgow              | Trampolino 3 m   | 17º       | 271,55 p.   |       |
| 2014 | Giochi del Commonwealth  | Glasgow              | Piattaforma 10 m | 11º       | 258,30 p.   |       |
| 2018 | Giochi asiatici          | Giacarta e Palembang | Piattaforma 10 m | 9º        | 375,30 p.   |       |
| 2018 | Giochi asiatici          | Giacarta e Palembang | Sincro 3m        | 6º        | 322,14 p.   |       |
| 2019 | Mondiali                 | Gwangju              | Piattaforma 10m  | 33º       | 319,60 p.   |       |
| 2019 | Giochi mondiali militari | Wuhan                | Piattaforma 10 m | 11º       | 318,90 p.   | [ 1 ] |
| 2019 | Giochi mondiali militari | Wuhan                | Sincro 3 m       | 8º        | 301,59 p.   | [ 1 ] |
| 2019 | Giochi mondiali militari | Wuhan                | Squadra mista    | 6º        | 1134.49 p.  | [ 1 ] |